# Mạc Hiến Tông
Mạc Hiến Tông (chữ Hán: 莫憲宗 1517 – 1546) là vị hoàng đế thứ ba của nhà Mạc trong lịch sử Việt Nam, ở ngôi từ năm 1540 đến 1546 và chỉ dùng một niên hiệu là Quảng Hoà. Ông tên thật là Mạc Phúc Hải (莫福海), là người xã Cao Đôi, huyện Bình Hà (nay là thôn Long Động, xã Nam Tân, huyện Nam Sách), tỉnh Hải Dương.

## Tiểu sử
Mạc Phúc Hải là con trưởng của Mạc Thái Tông. Ông còn có tên là Đức Nguyên, được ông nội là Mạc Đăng Dung lập lên ngôi tháng 2 năm Canh Tý (1540) sau khi vua cha mất. Ông lấy niên hiệu là Quảng Hòa.

## Chống Nam triều
Năm 1543, Lê Trang Tông đích thân đem quân đánh Bắc triều, Tổng trấn Thanh Hóa Trung hầu Dương Chấp Nhất dẫn quân ra giả hàng Trang Tông, Trang Tông lấy lại được Tây Đô.
Tháng 5 năm 1545 Trang Tông lại đích thân kéo quân ra Yên Mô - Ninh Bình, lúc này Dương Chấp Nhất lại phản lại Trang Tông, bỏ thuốc độc giết Nguyễn Kim rồi trở về với Mạc Phúc Hải. Đại tướng bị giết, Trang Tông phải lui binh. Thừa cơ Mạc Hiến Tông đuổi đánh Lê Trang Tông. Lúc này Trang Tông thăng Trịnh Kiểm lên chức Tiết chế được độc quyền nắm giữ quyền binh để chống lại nhà Mạc.

## Trị vì
Trong thời gian làm vua, Mạc Hiến Tông cho đúc tiền Quảng Hòa thông bảo. Ông tiếp tục có những cải cách tiến bộ: công cấp điền địa và cũng coi trọng nghề văn. Trong 6 năm ông đã cho mở hai khoa thi để kén chọn hiền tài, Nguyễn Kỳ đỗ thủ khoa khoa thi 1541, Vũ Khúc đỗ đầu khoa thi năm 1544.
Mạc Hiến Tông lâm bệnh mất ngày 8 tháng 5 năm 1546. Ông ở ngôi được 6 năm. Con ông là Mạc Phúc Nguyên lên nối ngôi, tức là Mạc Tuyên Tông.

## Gia quyến
Mạc Hiến Tông có sáu người em trai là: Ninh vương Mạc Phúc Tư, Khiêm vương Mạc Kính Điển, Mạc Lý Tường, Mạc Lý Hòa, Mạc Hiệp Cung, Ứng vương Mạc Đôn Nhượng.
Các nhà nghiên cứu căn cứ các văn bia thời Mạc xác định Mạc Hiến Tông có một hoàng hậu còn sống tới năm 1579 và là Thái hoàng thái hậu thời Mạc Mậu Hợp.
| STT | Danh hiệu | Tên húy       | Sinh mất | Cha | Ghi chú |
| --- | --------- | ------------- | -------- | --- | ------- |
| 1   | Hoàng Hậu | Mỗ Thị (某氏) |          |     |         |

| STT | Danh hiệu              | Tên húy                  | Sinh mất  | Mẹ            | Ghi chú |
| --- | ---------------------- | ------------------------ | --------- | ------------- | ------- |
| 1   | Mạc Tuyên Tông(莫宣宗) | Mạc Phúc Nguyên (莫福源) | 1535-1561 | Mỗ Thị (某氏) |         |
| 2   |                        | Mạc Phúc Đăng(莫福登)    | 1536-?    |               |         |

## Niên hiệu
| Niên hiệu                               | Chữ Hán | Dương lịch    |
| --------------------------------------- | ------- | ------------- |
| 1. Quảng Hòa (năm thứ nhất - năm thứ 7) | 廣和    | (1540 - 1546) |